# Musée Domokos Kuny
Le musée Domokos Kuny, également appelé Tatai Vármúzeum (musée du château de Tata), est un musée situé dans la ville hongroise de Tata et consacré à l'archéologie, à l'histoire locale, à l'art et à l'ethnographie.

## Nom du musée
Domokos Kuny (hu) était un céramiste germano-hongrois des XVIIIe siècle et XVIIe siècle né d'un père alsacien.

## Histoire du musée
On trouve trace des premières origines du château au XIVe siècle, qui porte les marques de six siècles d'architecture. Cela est dû en partie à sa position géographique, à sa fonction ainsi qu'aux différentes conceptions de ses propriétaires.
Le musée, situé dans le comitat de Komárom-Esztergom, a été créé par une loi de 1949 et installé dans la Villa Quadt en 1951. La base des collections était constituée par les pièces du musée piariste fondé en 1912 à Tatatóváros. En raison de l'augmentation rapide des collections, il fut très vite nécessaire de déménager dans la façade côté lac du château médiéval sur le lac Öreg (en), reconstruite en style néogothique au XIXe siècle. Le musée y ouvrit ses portes en 1954.

## Collections
Parmi les pièces les plus importantes de l'époque romaine, on trouve une pièce rectangulaire allongée, voûtée en berceau et reconstituée à partir de restes de fresques, qui faisait à l'origine partie d'une maison privée de l'antique Brigetio (de) (Komárom).
Le rez-de-chaussée abrite un lapidaire romain ainsi que des fragments médiévaux provenant du château de Tata, détruit par les Ottomans, et de l'abbaye de Vérteskeresztúr. Une autre salle est consacrée aux découvertes romaines provenant de différents sites de fouilles, dont le fort d'Ács-Vaspuszta (de) sur le Limes Pannonicus (de). Il y a aussi les produits des anciens ateliers de poterie de Brigetios
À l'étage du milieu, présente entre autres la production locale de céramique à Tata, qui a connu son apogée à la fin du XVIIe et au XIXe siècle. La première manufacture de faïence de Tata a été fondée en 1758 par Dominique Cuny (en hongrois : Domokos Kuny), qui a donné son nom au musée. Un imposant four médiéval en faïence verte est également important à cet étage. Au dernier étage se trouve une exposition sur la famille Esterházy, qui possédait un château non loin du château.
Une partie impressionnante de la collection d’ethnologie (ethnographique internationale) du musée Kuny Domokos est le matériel indien vénézuélien recueilli par Lajos Boglár. Parmi eux se trouvent des articles des communautés indiennes guaranies, piaroas, kayapos, karripakos, parakanans, wajana-apala.
Le musée abrite aussi une exposition sur l'histoire populaire allemande
Une ancienne synagogue est visitable, et elle peut abriter des expositions
Les visiteurs peuvent aussi admirer un musée de la radio

## Galerie

Le château
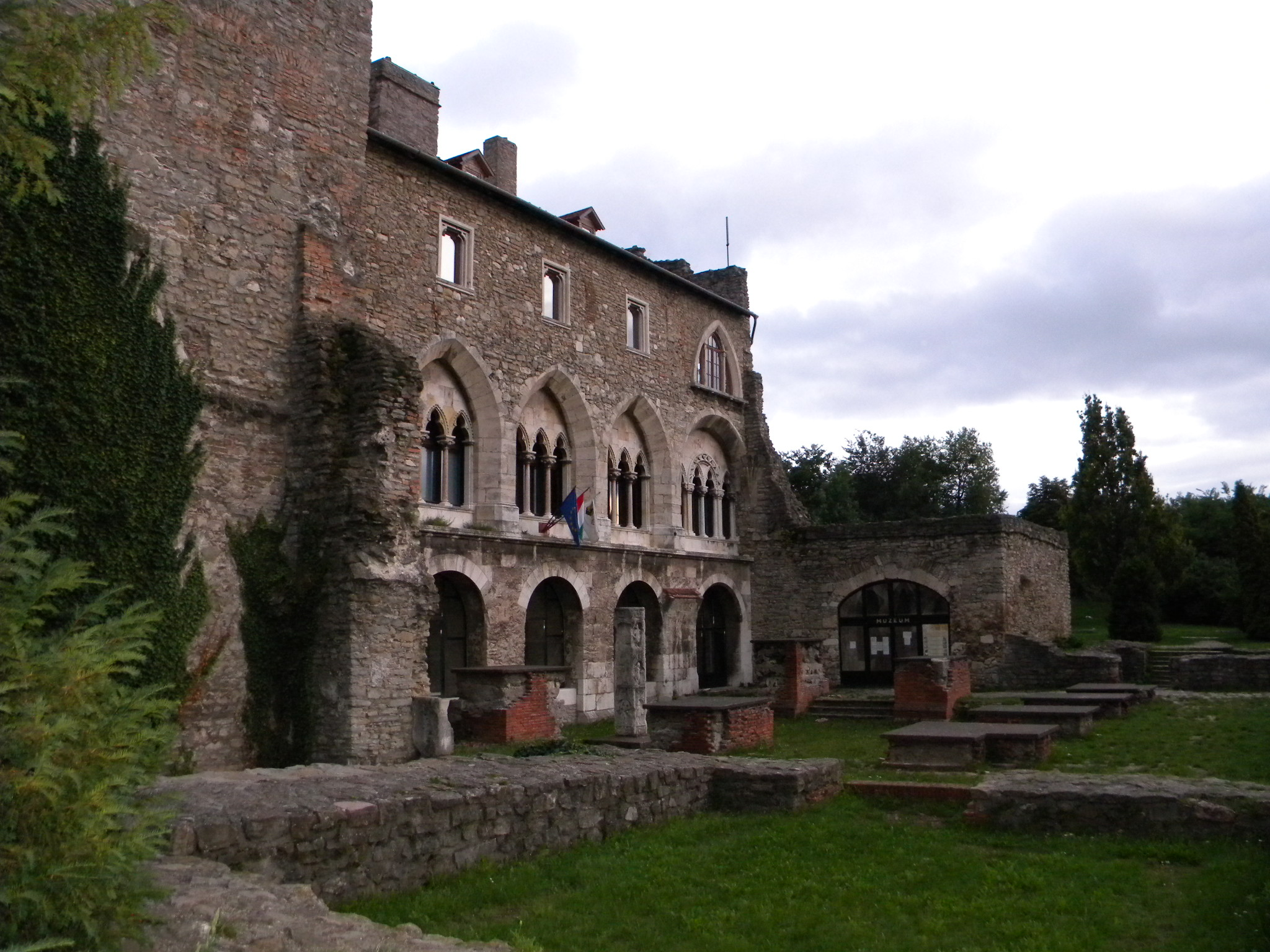
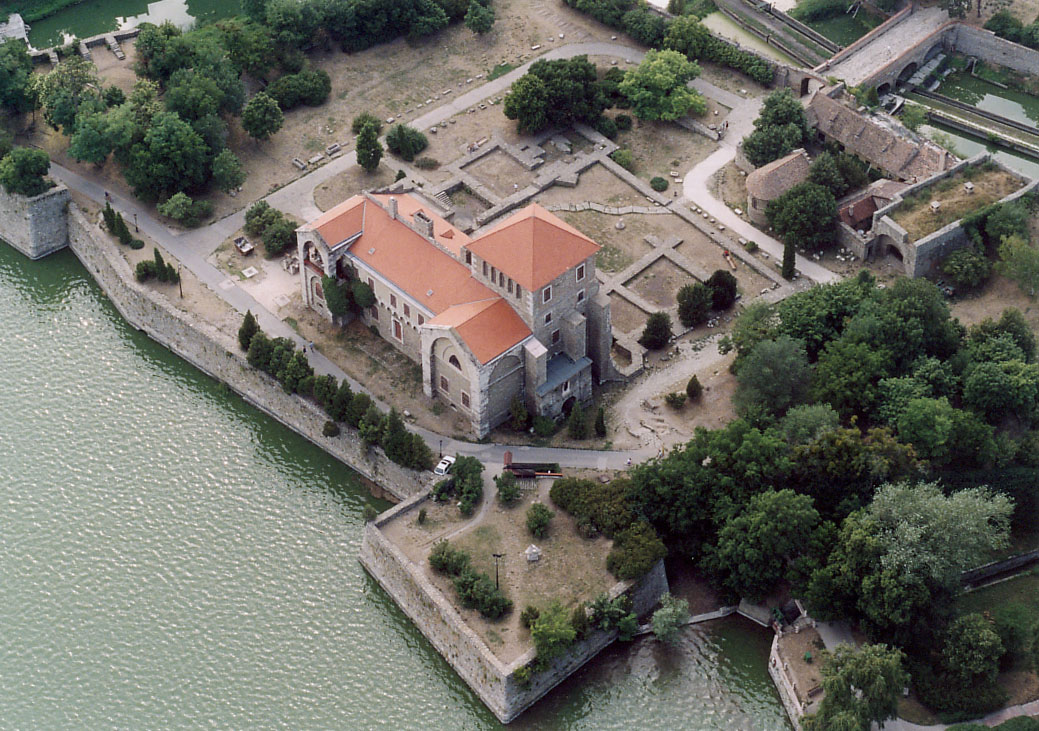
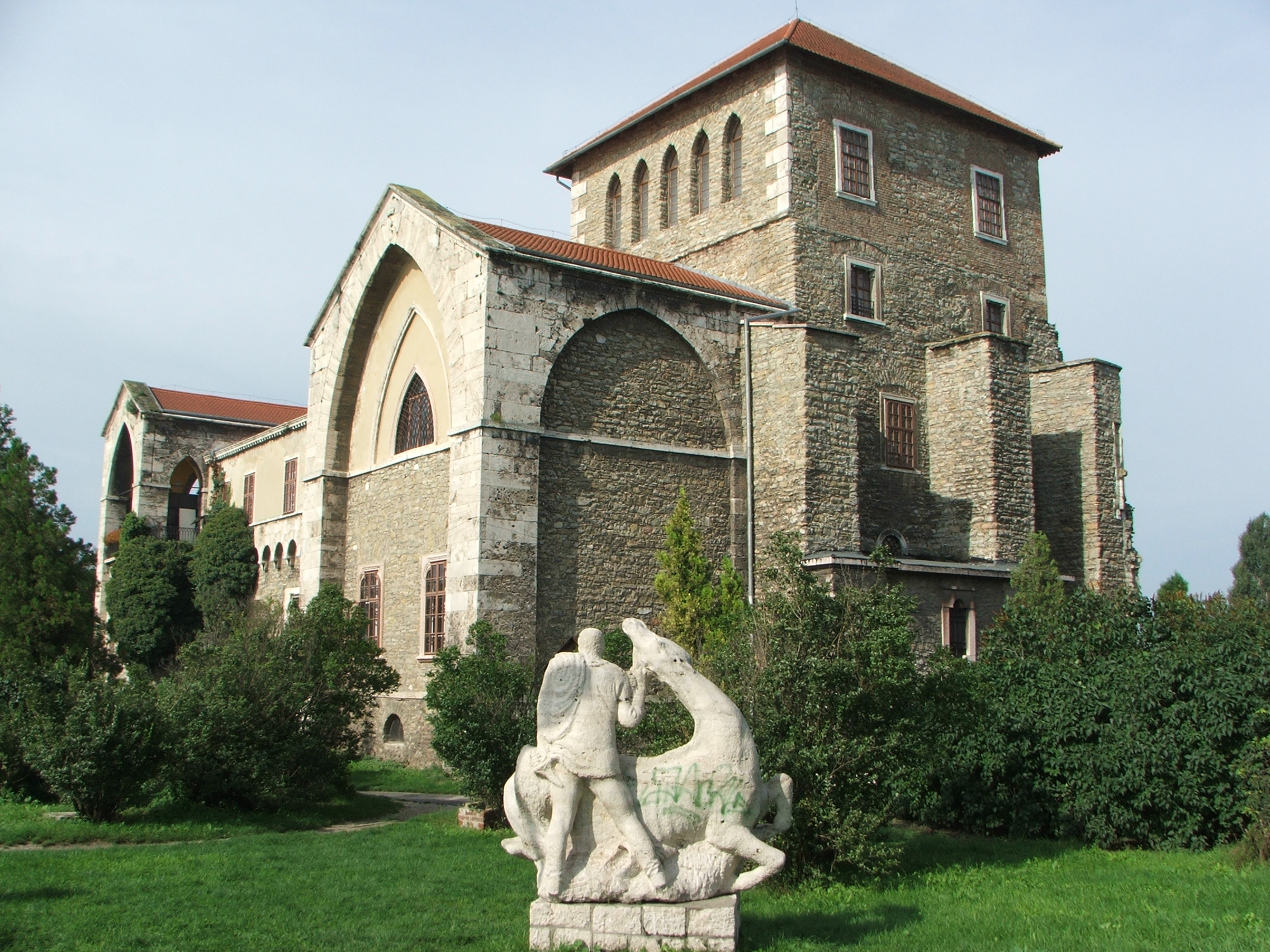

Collection sur la famille Esterházy
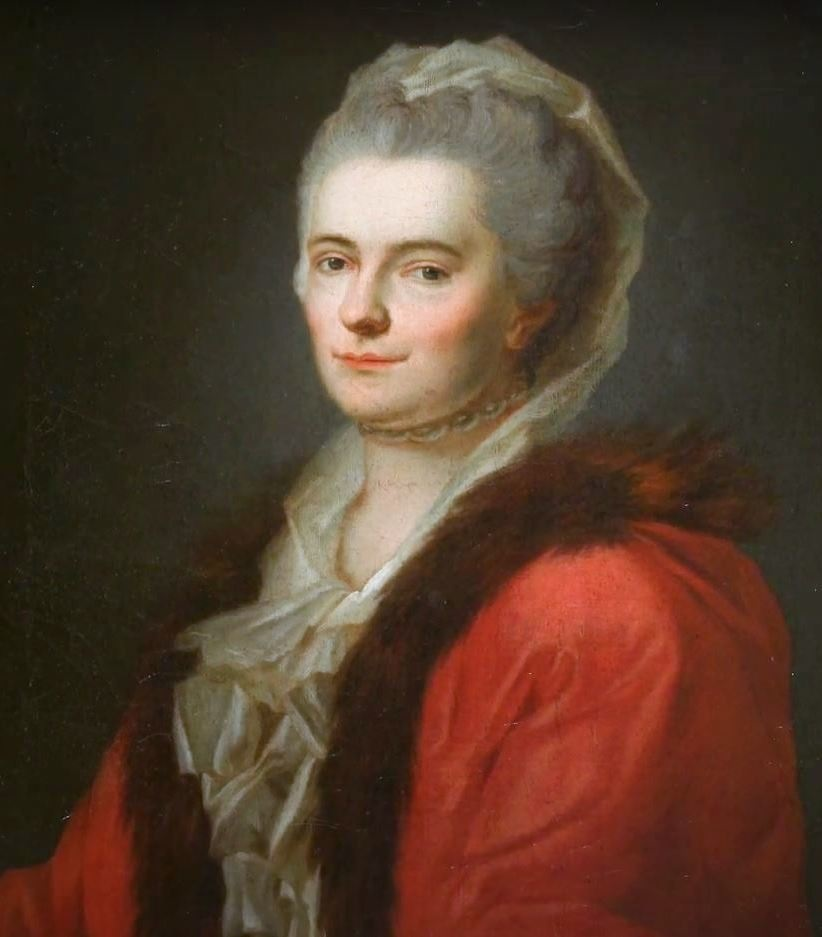
Anna Maria z Lubomirskch Esterházy
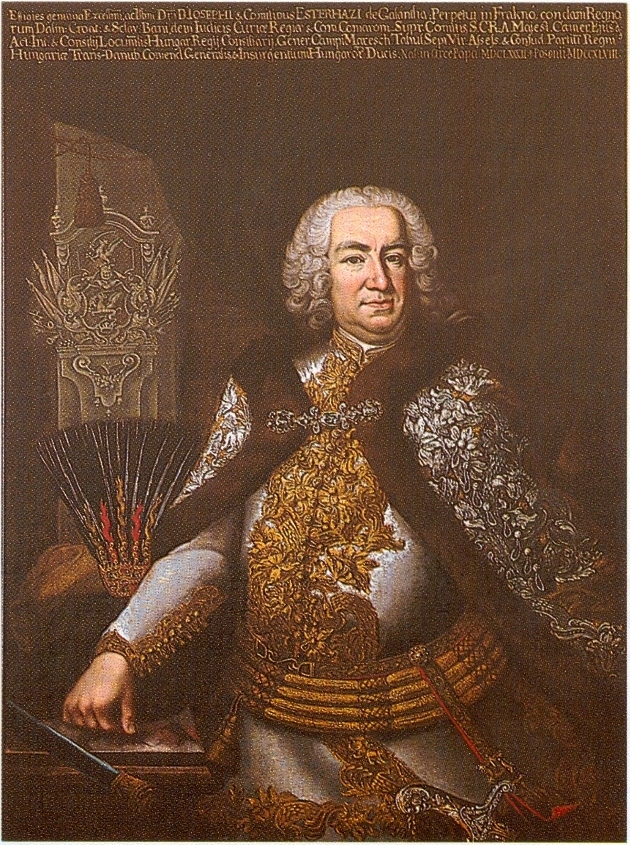
Joseph Esterházy (de)

## Anciens directeurs
- Lajos Dobroszláv (1951–1953)
- Ferenc Jenei (1953–1957)
- Ákos Kiss (1957)
- Alán Kraloványszky (1957)
- Endre Bíró (de) (1957–1984)
- Sarolta B. Szatmári (1984–1989)
- János Fatuska (1989–1995)
- Éva Mária Fülöp (1995–2004)
- Szilvia Andrea Holló (2004–2007)
- Julianna Kisné Cseh (2007)
- Éva Mária Fülöp (2007–2012)
- Richard Schmidtmayer (directeur en 2022)